# EYE Sport
EYE Sport, è un marchio di abbigliamento sportivo fondato nel 2006 in Sardegna e distribuito dalla Double A S.p.A..

## Storia
La Double A Spa fu fondata da Alessandro Ariu, ex giocatore di calcio, difensore nelle giovanili del Cagliari e poi una stagione nell'Olbia in Serie C2 e nel Messina in Campionato Nazionale Dilettanti. Complici diversi infortuni abbandonò prematuramente la carriera agonistica e rimase nell'ambiente sportivo iniziando a lavorare per alcune aziende nell'abbigliamento sportivo come A-Line, Erreà e Nike.
Nel 2006 la fondazione della sua azienda portò alla creazione del marchio EYE Sport, che subito andò a posizionarsi nel mercato proprio della defunta A-Line, andando a sponsorizzare via via sempre più società sportive della Sardegna, sia dilettantistiche sia semi-professionistiche. Successivamente sono stati raggiunti accordi a livello nazionale come con la Federazione Italiana Pallavolo per il settore beach volley, con la sponsorizzazione della Nazionale italiana e del Campionato Italiano di Beach Volley, e con l'organizzazione del Rally di Sardegna per la creazione della linea di merchandising ufficiale.
Il salto di qualità più riconoscibile è avvenuto con l'accordo di sponsorizzazione nel 2011 con la Dinamo Sassari, che ha consentito successivamente di ottenere altri accordi con squadre di Serie A e Serie A2 come Pall. Cantù, Virtus Roma e Trapani Shark, Napoli Basket e Basket Torino, ultime due fino alla stagione 2021/2022.
Nel calcio invece ha vestito l'Ergotelīs e l'OFI Creta, squadre della Souper Ligka Ellada, la massima divisione della Grecia e tuttora veste le nazionali di calcio della Sardegna e della Sicilia e molti club italiani, tra cui Pro Vercelli, il Catanzaro, la Turris, l'Olbia.  Sempre nel capoluogo gallurese, fornisce le divise alla squadra di pallavolo della Hermaea nel campionato italiano di Serie A2 oltre all'Indykpol AZS Olsztyn, compagine della massima serie di Volley della Polonia. 
Nel maggio 2021 aveva annunciato la partnership con il ChievoVerona per la stagione 2021-2022, e sarebbe stata la prima collaborazione con un club di Serie B, tuttavia i clivensi in estate fallirono. Nello stesso campionato l'azienda sarda diventa anche lo sponsor tecnico della  Casertana.
Il 1º luglio 2022 il Cagliari Calcio ha annunciato l'accordo quinquennale con l'azienda sarda, diventando la prima collaborazione con un club di Serie B. Successivamente, nell'aprile 2023 viene ufficializzato l'accordo quadriennale con la squadra pugliese di calcio Taranto F.C., portando in campo a termine della  stagione di Serie C, in occasione della partita esterna col Messina, le nuove divise ufficiali.
Dal luglio 2023 il brand ha firmato l'ennesimo accordo nazionale con l’AiCS, come partner ufficiale.